# Transportador de glicose

Glucose

Transportadores de glicose (abreviados na literatura em inglês GLUT, de glucose transporter) são um grande grupo de proteínas membranares que facilitam o transporte de glicose através da membrana plasmática, um processo conhecido como difusão facilitada. Como a glicose é uma fonte vital de energia para toda a vida, esses transportadores estão presentes em todos os filos. A família GLUT ou SLC2A são uma família de proteínas que é encontrada na maioria das células de mamíferos. 14 GLUTs são codificados por genoma humano. GLUT é um tipo de proteína transportadora uniporte.